# Dimarella (Dimarella) angusta
Dimarella (Dimarella) angusta is een insect uit de familie van de mierenleeuwen (Myrmeleontidae), die tot de orde netvleugeligen (Neuroptera) behoort. 
Dimarella (Dimarella) angusta is voor het eerst wetenschappelijk beschreven door Banks in 1908.